# Rocade d'Annecy
Ne doit pas être confondu avec Contournement d'Annecy ni avec le boulevard de la Rocade.
La rocade d'Annecy est un boulevard périphérique de France permettant de contourner la vieille ville et le centre-ville d'Annecy.

## Tracé
Elle est composée en tout ou partie de plusieurs voies qui sont, d'est en ouest et vers le sud : le tiers sud de l'avenue de France, l'avenue Gambetta, le boulevard de la Rocade, l'avenue du Rhône, l'avenue Lucien Boschetti, l'avenue du Crêt du Maure, l'extrémité ouest du boulevard de la Corniche et l'avenue de Tresum. La rocade n'est pas complète, l'extrémité nord du lac d'Annecy, contre lequel s'est implanté le centre-ville, formant un obstacle naturel. Si le tracé de la rocade a pu se faire sans difficulté au nord-ouest, au nord et à l'est de son tracé, notamment dans la plaine de Fins, le crêt du Maure constituant l'extrémité nord du Semnoz représente un obstacle naturel. La route le franchit alors par l'avenue du Crêt du Maure, l'extrémité ouest du boulevard de la Corniche et l'avenue de Tresum au tracé sinueux et à la pente prononcée. Un projet de tunnel ou de réutilisation du tunnel de la Puya est envisagé depuis plusieurs années afin de prolonger la rocade jusqu'à l'entrée de Sevrier en évitant ainsi les quartiers des Marquisats et de la Puya.
Les grands axes connectés à la rocade sont, d'est en ouest et vers le sud : l'avenue du Petit Port en provenance de Veyrier-du-Lac, la route de Thônes en provenance d'Annecy-le-Vieux, les avenues de la Plaine, de Brogny et de Genève en provenance du nord de l'agglomération, l'avenue de la République en provenance de Cran Gevrier, le boulevard Ouest en provenance du contournement d'Annecy, l'avenue de Chambéry en provenance de Seynod, la route du Semnoz en provenance du Semnoz et la rue des Marquisats en provenance de Sevrier. Les deux extrémités de la rocade à l'est et au sud peuvent être reliées par les bords du lac via l'avenue d'Albigny, le quai Eustache Chappuis, l'esplanade de l'Hôtel de Ville et l'extrémité nord de la rue des Marquisats.
Le franchissement de la ligne d'Aix-les-Bains-Le Revard à Annemasse se fait via un passage inférieur qui permet de franchir également les avenues de Brogny et de Genève. Un autre passage inférieur se trouve aux Quatre Chemins et permet de franchir les avenues de la République, de Cran et des Hirondelles.

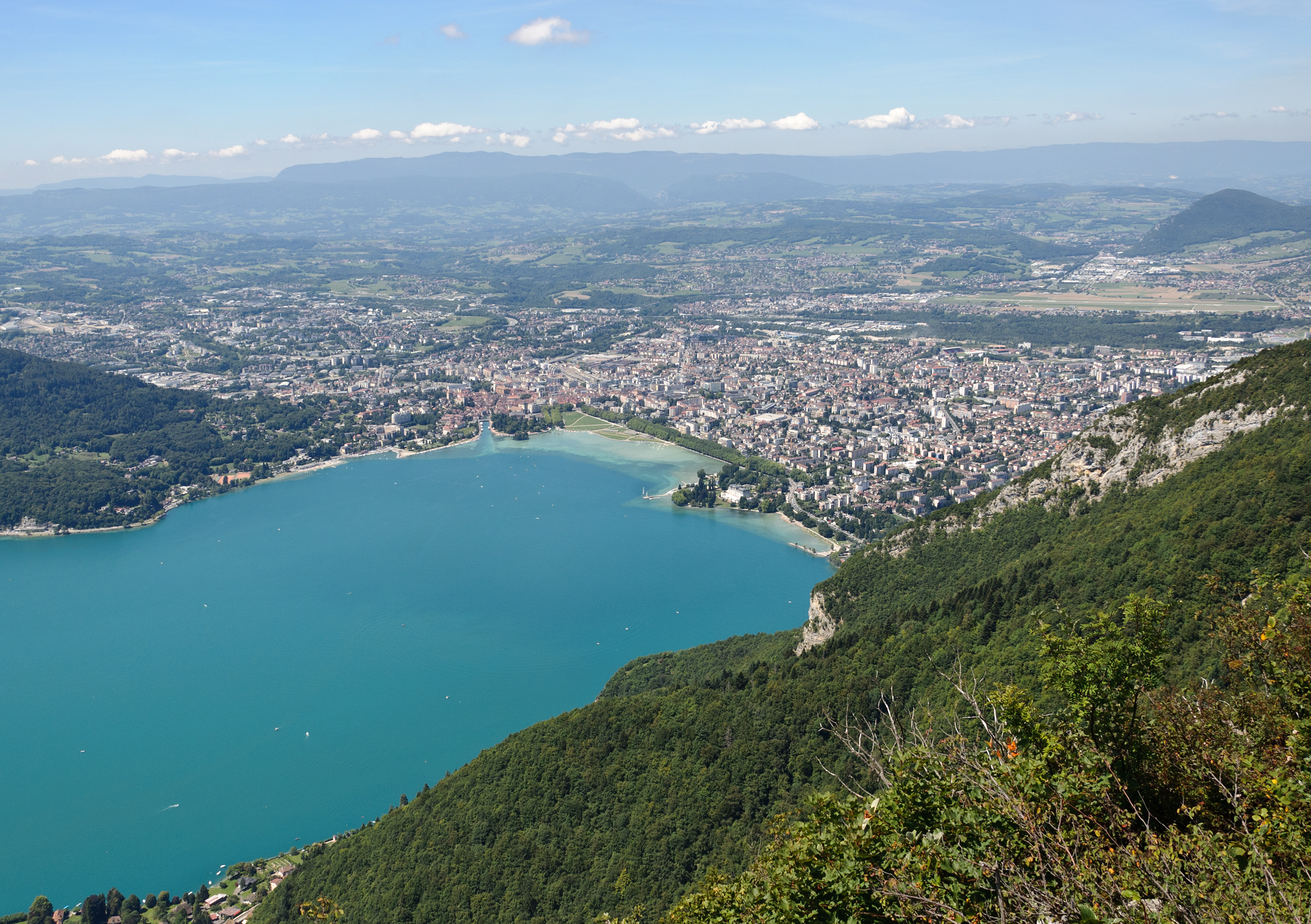
Vue d'Annecy en bordure de son lac, dans la cluse formée par le Semnoz (à gauche) et le mont Veyrier (à droite).